# Битка код Вилова
Битка код Вилова (12–13. априла 1849), 13 км северозападно од Титела, била је важна битка која је завршена победом снага Српске Војводине над Мађарима током Мађарске револуције 1848.

## Позадина
Пошто су Мађари, под командом Мора Перцела заузели 3. априла 1849. Србобран, мађарске снаге (8 хонведских батаљона, 8 хусарских ескадрона и 50 топова, укупно око 12.000 војника) пробиле су српски фронт на Римском Шанцу, спалиле село Госпођинце и 12. априла увече развиле се између села Шајкашки Св. Иван (Шајкаш) и села Мошорин. Намера им је била да заузму Шајкашку висораван (троугао Бачке између Дунава и Тисе), пређу Тису и угрозе аустријско-српске снаге у Банату.
Истовремено, Срби су били појачани са свега око 1.000 добровољаца из Србије (под командом Стевана Книћанина) и прикупили су се у два одреда: код Мошорина (2 батаљона шајкаша, 600 Србијанаца и 22 топа под командом Ђорђа Стратимировића) и код Вилова (1 батаљон шајкаша, 500 Србијанаца, Сомборска гарда и бачки добровољци са 13 топова, под командом Јована Стефановића). У обе групе било је око 4.500 бораца и 35 топова.

## Битка
У ноћи 12/13. априла Стратимировић је са 400 Србијанаца, 8 чета шајкаша и 6 топова напао незаштићени леви бок изненађених Мађара, али је одбијен и присиљен да се повуче на полазне положаје. Мађари су, затим, упутили главне снаге у напад да би заузели село Мошорин, али су одбијени. Српске снаге су 13. априла кренуле према Шајкашком Св. Ивану, да би олакшале положај својих јединица код села Мошорина. Међутим, и Мађари су јаким снагама кренули од Св. Ивана у намери да заузму Вилово. Да би избегли окружење, Срби су се повукли према Вилову. После 5 узастопних напада, мађарске снаге су претрпеле неуспех.